# Война и мир (телесериал, 2016)
«Война́ и мир» (англ. War and Peace) — британский драматический мини-сериал, показ которого начался на канале BBC One 3 января 2016 года. Сценарий шестисерийного фильма по роману «Война и мир» Льва Николаевича Толстого написал Эндрю Дэвис.

## Производство
О запуске сериала, который заказали Бен Стивенсон и Дэнни Коэн, начальники подразделения BBC, которые отвечают за изготовление драматических сериалов, было объявлено 18 февраля 2013 года. Производством занималось отделение BBC Cymru Wales в сотрудничестве с The Weinstein Company, Lookout Point и BBC Worldwide. Исполнительными продюсерами выступили Фэйт Пенхэйл, Джордж Ормонд, Эндрю Дэвис, Саймон Вон и Харви Вайнштейн. Сериал состоит из шести часовых серий для BBC One и из восьми 45-минутных для международного рынка.
Некоторые сцены снимались на Дворцовой площади Санкт-Петербурга и в Успенском соборе.
Съёмки проходили также на территории Большого Гатчинского дворца и в окрестностях его парка. Сцены балов сняты в Екатерининском дворце Царского Села и Юсуповском дворце на Мойке.
Большая часть съёмок прошла и в Латвии, в Рундальском замке. Это неудивительно, так как его архитектор, знаменитый Растрелли, был автором Зимнего и Петергофского дворцов, так что здания архитектурно схожи.
Сцена святочной ночи почти полностью (включая палитру) повторяет картину Константина Егоровича Маковского «Святочные гадания».

## О сериале
В целом фильм, разделенный на шесть эпизодов, в точности повторяет сюжет Л. Н. Толстого, с небольшими дополнениями. Например, показан путь Пьера и князя Василия из Петербурга в Москву в начале первой серии. В романе его описание отсутствует.
В сериале показана откровенная сцена чересчур близких отношений брата и сестры Курагиных, но об этом факте Лев Николаевич упомянул и в романе: «Мне говорили, что ее брат Анатоль был влюблен в нее, и она влюблена в него, что была целая история, и что от этого услали Анатоля», — размышляет Пьер.
Также этот факт был описан и в черновиках романа.
В сериале отсутствуют такие персонажи, как Марья Дмитриевна Ахросимова, старшая дочь Ростовых — Вера и старший сын князя Василия Курагина — Ипполит.
На дуэли Пьера Безухова и Фёдора Долохова в оригинале Льва Николаевича Толстого секундантами выступали: Несвицкий для Пьера, Николай Ростов для Долохова[прояснить].

## В ролях
- Пол Дано — Пьер Безухов
- Лили Джеймс — Наташа Ростова
- Джеймс Нортон — Андрей Болконский
- Джесси Бакли — Мари Болконская
- Эшлинг Лофтус — Соня Ростова
- Джек Лауден — Николай Ростов
- Том Бёрк — Фёдор Долохов
- Таппенс Мидлтон — Элен Курагина
- Каллум Тёрнер — Анатоль Курагин
- Эдриен Эдмондсон — граф Илья Ростов
- Ребекка Фронт — Анна Михайловна Друбецкая
- Грета Скакки — графиня Наталья Ростова
- Анейрин Барнард — Борис Друбецкой
- Матьё Кассовиц — Наполеон Бонапарт
- Стивен Ри — князь Василий Курагин
- Брайан Кокс — генерал Михаил Кутузов
- Джиллиан Андерсон — Анна Павловна Шерер
- Джим Бродбент — князь Николай Болконский

## Также в ролях
- Оливия Росс — Амилия Бурьен;
- Кейт Филлипс — Лиза Болконская;
- Томас Арнольд — Василий Денисов;
- Отто Фаррант — Петя Ростов;
- Хлоя Пирри — Жюли Карагина;
- Эдриан Роулинз — Платон Каратаев;
- Рори Кинэн — Билибин;
- Бен Ллойд-Хьюз — император Александр I;
- Кен Стотт — Осип Алексеевич Баздеев;
- Дэвид Куилтер — Тихон;
- Теренс Бисли — генерал Беннигсен;
- Пип Торренс — князь Багратион.
- Кеннет Крэнем — дядя Михаил